# 単層扁平上皮
単層扁平上皮（たんそうへんぺいじょうひ、英: simple squamous epithelium）とは扁平な上皮細胞が基底板上に1層並んでいる上皮。
血管の内皮や体腔の中皮などは単層扁平上皮である。